# 郭蘊
郭蘊是郭簡的父親，郭威的祖父。妻子韩氏。
郭威显贵后，后汉追赠其为太傅。后周建立，郭威登位，他被尊為皇帝，廟號後周義祖，諡號翼順皇帝，皇陵稱節陵。